# موزه سرسق

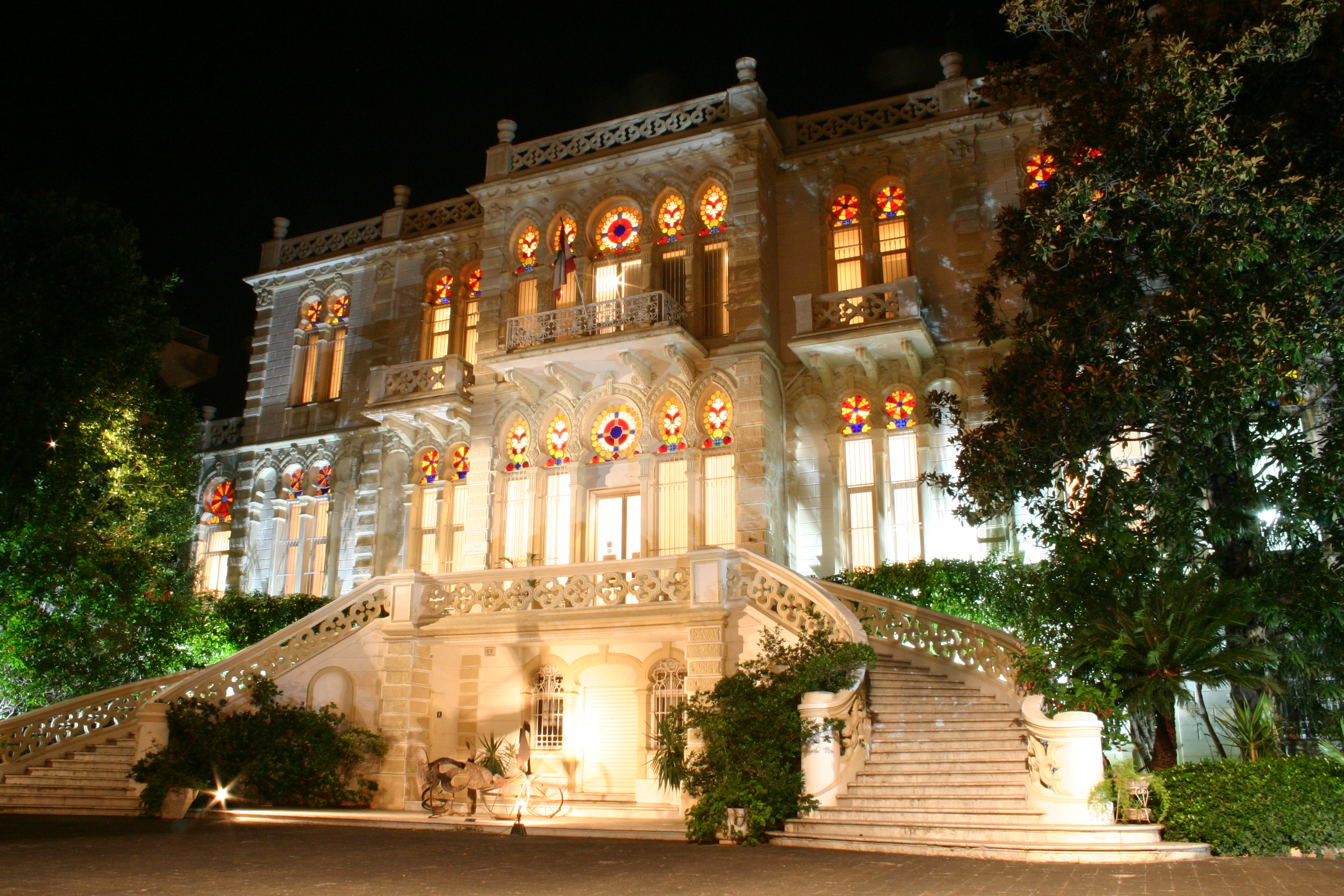
نمایی از کاخ‌موزهٔ سرسق

موزه سُرسُق کاخ‌موزه‌ای در اشرفیه، بیروت است. ساختمان این موزه از کاخ‌های سده ۱۸ است. توسط نیکولا سرسق در سال ۱۹۱۲ ساخته شده است. صاحب این کاخ پس از مرگش در سال ۱۹۵۲، آن را به شهرداری بیروت واگذار کرد، با این شرط که سرپرست موزه شهردار بیروت و مدیریت آن به دست نخبگان هنر بیروت باشد. این موزه شامل ۵٬۰۰۰ اثر از هنرهای نقاشی، مجسمه‌ها و قطعه‌هایی با قدمت دو قرن مربوط به قرن هجدهم و نوزدهم را دربرمی‌گیرد.